# ルカ・エルスナー
ルカ・エルスナー（Luka Elsner、ルカ・エルスネルとも、1982年8月2日 - ）は、スロベニアの元サッカー選手、サッカー指導者。現ル・アーヴル監督。選手時代のポジションはDF。
祖父はオーストリア代表やブランメル仙台（現ベガルタ仙台）の監督を務めた故ブランコ・エルスナー。父のマルコも元サッカー選手、弟のロクもサッカー選手である。

## 経歴

### 選手
生まれはリュブリャナだが、サッカー選手だった父親とともにフランスに移り、父親がプレーしていたOGCニースのユースチームでキャリアをスタートさせた。のちにUSカーニュに移る。
2004年に故郷スロベニアのNKドムジャレに加入し、一時SKアウストリア・ケルンテンやアル・ムハッラク・クラブに在籍していたものの、再びドムジャレに戻り2012年までプレーして引退した。
スロベニア代表では2008年5月26日のスウェーデン代表との国際親善試合で出場している。

### 指導者
2013年からNKドムジャレの監督を務め、その後NKオリンピア・リュブリャナ、キプロスのパフォスFC、ベルギーのユニオン・サン＝ジロワーズの監督を歴任。2019年６月19日、36歳でフランスのアミアンSC監督に就任。2019-20シーズンのリーグ・アンでは19位で降格となり、続く2020-21シーズンのリーグ・ドゥ序盤戦でも成績不振のため2020年9月28日に解任された。
2021年1月31日、2023-24シーズン終了までの契約でKVコルトレイク監督に就任。2021年10月6日、コルトレイクとの契約を解除し、翌7日にスタンダール・リエージュ監督に就任。

## 監督成績
2022年4月20日現在
| クラブ                   | 国             | 就任          | 退任          | 記録 | 記録 | 記録 | 記録 | 記録   |
| クラブ                   | 国             | 就任          | 退任          | 試   | 勝   | 分   | 敗   | 勝率   |
| ------------------------ | -------------- | ------------- | ------------- | ---- | ---- | ---- | ---- | ------ |
| ドムジャレ               | スロベニアの旗 | 2013年8月21日 | 2016年9月2日  | 131  | 57   | 36   | 38   | 043.51 |
| オリンピア・リュブリャナ | スロベニアの旗 | 2016年9月2日  | 2017年3月9日  | 19   | 13   | 3    | 3    | 068.42 |
| パフォス                 | キプロスの旗   | 2017年6月30日 | 2018年1月21日 | 23   | 6    | 6    | 11   | 026.09 |
| サン＝ジロワーズ         | ベルギーの旗   | 2018年5月23日 | 2019年6月19日 | 44   | 22   | 10   | 12   | 050.00 |
| アミアン                 | フランスの旗   | 2019年6月19日 | 2020年9月28日 | 37   | 7    | 14   | 16   | 018.92 |
| コルトレイク             | ベルギーの旗   | 2021年1月31日 | 2021年10月6日 | 21   | 8    | 4    | 9    | 038.10 |
| スタンダール・リエージュ | ベルギーの旗   | 2021年10月7日 | 2022年4月20日 | 27   | 15   | 11   | 1    | 055.56 |
| 合計                     | 合計           | 合計          | 合計          | 302  | 120  | 81   | 101  | 039.74 |

## タイトル
- ドムジャレ

プルヴァリーガ: 2006-07、2007-08
スロベニア・カップ: 2010-11
スロベニア・スーパーカップ: 2007、2011
- アル・ムハッラク・クラブ

バーレーン・プレミアリーグ: 2010-11